# Doosan Bears
I Doosan Bears (coreano: 두산 베어스) sono una squadra di baseball professionista con sede a Seul, in Corea del Sud. Sono membri della lega KBO. Hanno vinto sei titoli della serie coreana (1982, 1995, 2001, 2015, 2016 e 2019) e giocato alle partite casalinghe allo stadio di baseball Jamsil di Seul, condividendo lo stadio con i loro rivali, gli LG Twins.